# Fissistigma bicolor
Fissistigma bicolor là loài thực vật có hoa thuộc họ Na. Loài này được (Roxb.) Merr. mô tả khoa học đầu tiên năm 1919.